# 村尾行一
村尾 行一（むらお こういち、1934年 - 2020年7月）は、日本の森林学者。旧関東州大連市生まれ。

## 来歴
東京大学農学部卒業、同大学院農学系研究科博士課程修了、農学博士、ミュンヘン大学経済学部留学。国有林・林業経営研究所研究員、京都大学農学部助手、東京大学農学部助手、ミュンヘン大学林学部客員講師、愛媛大学農学部教授を歴任。

## 著書
- 『木材革命』（農山漁村文化協会）
- 『牧口常三郎の「人生地理学」を読む』 （潮出版社、1997年）
- 『牧口常三郎の「価値論」を読む』 （潮出版社）

共編著
- 『東濃檜物語』（都市文化社）
- 『これからの日本の森林づくり』（ナカニシヤ出版）
- 『森林業―ドイツの森と日本林業』
- 『二人で語る牧口価値論: 創価の思想編』第1巻（新世紀研究会、2003年）